# Xã Deerfield, Quận Livingston, Michigan
Xã Deerfield (tiếng Anh: Deerfield Township) là một xã thuộc quận Livingston, tiểu bang Michigan, Hoa Kỳ. Năm 2010, dân số của xã này là 4.170 người.